# Гендрі Крюзен
Гендрі Крюзен (нід. Hendrie Krüzen, нар. 24 листопада 1964, Алмело) — нідерландський футболіст, що грав на позиції півзахисника.
Виступав, зокрема, за клуби «Гераклес» (Алмело), ПСВ та «Гоу Ехед Іглз», а також національну збірну Нідерландів. У складі збірної — чемпіон Європи.
По завершенні ігрової кар'єри — тренер. З 2016 року входить до тренерського штабу клубу «Аякс».

## Клубна кар'єра
У дорослому футболі дебютував 1980 року виступами за команду «Гераклес» (Алмело), в якій провів шість сезонів, взявши участь у 152 матчах чемпіонату. Більшість часу, проведеного у складі «Гераклеса», був основним гравцем команди.
Протягом 1986—1988 років захищав кольори «Ден Босха». Після двох повних сезонів, за час яких він забив 22 голи, Крюзен підписав контракт з грандом чемпіонату, ПСВ. У складі клубу з'являвся рідко, тим не менш, команда в сезоні 1988/89 зробила «золотий дубль», а Крюзен був відданий в оренду своїй попередній команді.
З 1989 року Крюзен провів наступні п'ять років у сусідній Бельгії, представляючи «Кортрейк», «Льєж» та «Варегем». Після вильоту останнього з вищого дивізіону він повернувся в рідну країну, приєднавшись до свого першого професійного клубу, «Гераклеса», а в січні 1996 року перейшов у АЗ.
1997 року перейшов до клубу «Гоу Ехед Іглз», за який відіграв 3 сезони. Граючи у складі «Гоу Ехед Іглз» також здебільшого виходив на поле в основному складі команди. Завершив професійну кар'єру футболіста виступами за команду «Гоу Ехед Іглз» у 2000 році.

## Виступи за збірну
16 грудня 1987 року дебютував в офіційних матчах у складі національної збірної Нідерландів у виїзному матчі кваліфікації до Євро-1988 проти збірної Греції (3:0).
У складі збірної був учасником чемпіонату Європи 1988 року у ФРН, здобувши того року титул континентального чемпіона, однак не виходив на поле.
Всього протягом кар'єри у національній команді, яка тривала усього 3 роки, провів у формі головної команди країни лише 5 матчів.

## Кар'єра тренера
Розпочав тренерську кар'єру невдовзі по завершенні кар'єри гравця, 2002 року, увійшовши до тренерського штабу клубу «Гераклес» (Алмело), де пропрацював з 2002 по 2013 рік.
З 2013 року став працювати асистентом Петера Боша в «Вітессі», з яким до того у 2010—2013 роках працював у «Гераклесі».
У 2015 році ненадовго повернувся асистентом в «Гераклес» (Алмело), але пітім пішов з Бошем працювати в ізраїльський «Маккабі» (Тель-Авів) та амстердамський «Аякс».

## Досягнення
- Чемпіон Нідерландів:

ПСВ: 1988-89
- Володар Кубка Нідерландів:

ПСВ: 1988-89
- Чемпіон Європи:

Нідерланди: 1988